# Atlético Zulia Fútbol Club
No confundir con Zulia FC.
Atlético Zulia fue un equipo de fútbol profesional de Venezuela con sede en Maracaibo. Fue fundado en 1996 por el Ing. Marcelo Bortolussi tras adquirir los derechos del club Unicol FC de Lagunillas.
El equipo se presenta en el Torneo Apertura de la temporada 1996-97 de la Primera División de Venezuela debutando ante el Club Nacional Táchira equipo al que vence 2 goles por 1. Esa temporada el equipo gana el Torneo Apertura y logra el subcampeonato absoluto en una final con el Caracas FC, que había ganado el Torneo Clausura. 
Para la temporada siguiente (1997-98) logran ser campeones absolutos, tras liderar el Torneo Apertura y definiendo el título absoluto con el Estudiantes de Mérida, campeón del Torneo Clausura. El campeonato para los zulianos lo logró el director Técnico Ratomir Dujkovic. Para la temporada 1998-99 el cuadro zuliano negocia los derechos con Universidad de Los Andes Fútbol Club de Mérida para que este ascendiera a la primera división, dando por culminada la breve etapa del equipo en la máxima categoría del balompié venezolano.

## Palmarés

### Torneos nacionales
- Primera División de Venezuela (1): 1997-98.
  - Torneo Apertura (2): 1996 y 1997.
- Subcampeón Primera División de Venezuela (1): 1996-97.

## Filial
El Atlético Zulia FC además de participar en los campeonatos de la Asociación de Fútbol del Estado Zulia con dos escuelas establecidas en sectores populares de Maracaibo, participó en la temporada 1996/97 y 1997/98 con un equipo filial en el Campeonato de Ascenso y Permanencia organizado por la Comisión de Torneos Nacionales de la FVF.

### TEMPORADA 1996/1997
Dirigidos por el director Técnico chileno Miguel Vázquez, el Atlético Zulia “B”, conocido como el “Gallito”, formaba parte del Grupo Andino Occidental junto al Zulia Sport Club, Deportivo Perijá, Trujillanos FC, Nacional Táchira y Unión Atlético Táchira que se disputó entre noviembre de 1996 y enero de 1997.

### LA NÓMINA
Arqueros: Oscar Framilio y Kenddy Medina.
Defensas: Edgar “Coquita” Pérez, Gabriel Kinderman, Yoimer Segovia, Franklin Cordero, Quintiliano Sánchez, Duglas Urbina y Heriberto Blanca.
Volantes: Juan Carlos Pérez, MaErick. Rosales, Miguel Banfi, Beninato Corrado y Raúl Ramírez.
Atacantes: Luis Urbina, Freddy Laya, Johan Rodríguez, Eduardo Moran y Juan Gabriel Pérez
Cuerpo Técnico: Miguel Vásquez (Director Técnico), Elvins Gauna y Orlando Arango (Preparador Físico), Edgar “Coca” Pérez (Kinesiólogo/Utilero) y Fernando Manzur (Delegado)

### PRIMERO DEL GRUPO
Cumplidas las 10 fechas de la primera fase del Campeonato, el “Gallito” finalizó en el primer lugar del grupo con un saldo de 5 juegos ganados, 3 empatados y apenas 2 perdidos, marcó 21 goles y recibió 12 goles que le permitió clasificar a la siguiente fase del torneo, la cual se disputó en el mes de enero de 1997 donde tuvo que eliminarse con el equipo ULA FC que ganó en Mérida por 3-0 y en Maracaibo por 1-0 dejando fuera de competencia al cuadro negriazul zuliano.

### TEMPORADA 1997/1998
El Profesor Miguel Vázquez se mantuvo al frente de la dirección técnica del Atlético Zulia “B” que formó parte del Grupo Occidental B junto al Zulia Sport Club, Deportivo Perijá, Trujillanos FC y ULA FC. El campeonato se disputó entre septiembre de 1997 y enero de 1998.

### LA NÓMINA
Arqueros: Julio Magallanes, Williams Tortolero y Mervin Diaz
Defensas: Edgar “Coquita” Pérez, Gabriel Kinderman, Yoimer Segovia, Duglas Urbina, Yerli Briceño y Ramón Noguera.
Volantes: Marcos Diaz, Nino Valencia y Raúl Ramírez.
Atacantes: Luis Urbina, Pedro Valdez y Miguel Urdaneta.
Cuerpo Técnico: Miguel Vásquez (Director Técnico), Fredy Guevara (Preparador Físico), Edgar “Coca” Pérez (Kinesiólogo/Utilero) y Fernando Manzur (Delegado)

### CUARTO DEL GRUPO
Aunque el Grupo era de 5 equipos, cada oncena disputó 14 fechas en la primera fase del Campeonato y el “Gallito” finalizó en el cuarto lugar con un saldo de 6 juegos ganados, 2 empatados y 6 perdidos, marcó 20 goles y recibió 16 goles.

### LOS REFUERZOS
Durante el desarrollo de estos dos torneos de Ascenso y Permanencia, el Atlético Zulia “B” pudo contar en cada encuentro con tres jugadores del primer equipo profesional en calidad de refuerzos para poder complementar las nóminas y es así como los jugadores Dany Vigas, Jhon Medina, José “Papi” Rivas, José Nabollán, Edwin Canedo, José Félix Gutiérrez, Martin Diaz, entre otros, tuvieran presencia en los encuentros del filial, algunos con más continuidad que otros.

### CATEGORÍAS MENORES
Atlético Zulia mantuvo una intensa actividad a nivel de las categorías inferiores absorbiendo y financiando escuelas de fútbol en sectores populares de la ciudad de Maracaibo que jugaban en los campeonatos de la Asociación del Estado Zulia, así como en la Costa Oriental del Lago.
Pese al equipo migrar a la ciudad de Mérida y cambiar de nombre, el Atlético se mantuvo jugando en divisiones inferiores en los torneos de la asociación hasta el año 2005 bajo la coordinación del entrenador Miguel Vázquez y el apoyo del presidente Ing. Marcelo Bortulucci.
De sus categorías inferiores surgieron futbolistas que llegaron al Profesional producto del trabajo desplegado de masificación del fútbol en la Costa Oriental del Lago como Kerwis Chirinos (Plan Bonito), Edir González (Campo Lara), Jhonny Perozo QEPD (Campo Lara), Pedro Cordero (Campo Lara), Luis Cordero (Campo Lara), Luis Curiel (Campo Lara), José Luis «Pumita» Rodríguez (Lagunilla), Julio Cesar Ferreira (Ciudad Ojeda) y Juan Mavarez (Santa Rita).